# Tonnerre de Brest
Pour les articles homonymes, voir Tonnerre de Brest (homonymie).
 (mars 2024).
Tonnerre de Brest est une expression populaire qui trouve son origine dans un événement climatique exceptionnel qui s'est déroulé en Bretagne en 1718. Il a été connu du monde scientifique un siècle durant, avant d'apparaître pour la première fois en 1835 dans le monde littéraire. 
Cette expression a atteint une renommée internationale au XXe siècle par l'entremise du capitaine Haddock, un des héros des albums de bandes dessinées Les Aventures de Tintin de Hergé.
Une légende voudrait que l’expression soit née à l’occasion des coups de canon qui signalaient autrefois l’évasion des forçats du bagne de Brest. Le son du canon rappellerait le bruit que fait le tonnerre. Les défenseurs de cette explication n’ont jamais pu fournir aucune preuve à l’appui de leur hypothèse.

## Les coups de tonnerre du 15 avril 1718
Jusqu'aux années 1930, l'origine de l'expression « tonnerre de Brest » ne faisait l'objet d'aucun débat. « Tonnerre de Brest », c'était le souvenir de l'orage exceptionnel qui avait frappé la Bretagne, particulièrement l'ouest de la province, dans la nuit du 14 au 15 avril 1718.
Dans l'entre-deux-guerres, de nouvelles explications ont pourtant été proposées pour tenter de trouver d'autres origines à cette expression. Le débat s'est prolongé jusqu'aux années 2010 parmi les historiens brestois qui n'ont jamais pu apporter d'éléments satisfaisants à l'appui de leurs - récentes - hypothèses.
Le mensuel L'Histoire, dans son numéro 458 d'avril 2019, a été la première publication à présenter dans ses colonnes le résultat des recherches effectuées par son collaborateur Bruno Calvès. Ces recherches ont fait l’objet de prolongements développés par Bruno Calvès dans l’ouvrage L’étonnante aventure du Tonnerre de Brest !, publié en 2024 par les éditions Locus Solus.
L’auteur a pu confirmer l'origine climatique de l'expression après avoir découvert la copie d'une lettre - jusqu'alors inconnue et donc inexploitée - retrouvée dans les archives de l'Académie des sciences : « Sur quelques effets du tonnerre » est une « observation » adressée de Brest par André-François Boureau-Deslandes (1689-1757), jeune commissaire ordinaire de la Marine et membre de l’Académie. Le mercredi 11 janvier 1719, en séance publique, Bernard de Fontenelle fait la lecture intégrale de sa lettre et René-Antoine de Réaumur la consigne dans les mémoires des séances de l’Académie : La nuit du 14 au 15 avril 1718, nuit du Vendredi Saint, Boureau-Deslandes est à Brest. Il raconte : « sur les 4 heures du matin, il fit trois coups de tonnerre les plus horibles que j’aye jamais entendus. Dans cet espace de la Côte de Brêtagne qui s’étend depuis Conquerneau jusqu’à St. Paul de Leon, on a observé que le tonnerre étoit tombé sur 24. Eglises differentes et à la même heure ». Cinq jours plus tard, Deslandes entreprend son enquête à Gouesnou, village voisin de Brest, dont l’église a été transpercée par la réunion de « 3 globes de feu, chacun 3 piés et demi de diamètre » qui ont occasionné la mort de trois sonneurs de cloches. « Le tonnerre n’est tombé que sur les Eglises où l’on sonnoit des cloches, à dessein de l’écarter, et il a épargné toutes les autres. » L’habitude est en effet de sonner les cloches en cas d’orage. L’explication du philosophe - comme il aime se présenter - est nette : « le son des cloches […] affaiblit la nuë qui renferme le tonnerre, la détermine à s’entr’ouvrir et facilite par là une issuë au tonnerre. »
Cette observation, qui représente sept pages manuscrites, n'avait donc jamais été exploitée jusqu'au printemps 2019. Trois siècles durant, on n'a connu de l'orage de 1718 que le court résumé publié en 1724 par l'Académie dans son Histoire de l’Académie royale des Sciences pour l’année 1719, ouvrage notamment conservé à la bibliothèque de l'Institut de France. C'est à partir de ce résumé qu'a pu travailler, en 2013, l'historien des sciences Gérard Borvon quand il a enquêté sur l'orage de 1718.
Les recherches effectuées par Bruno Calvès, également présentées dans la 3e édition de son ouvrage Brest secret et insolite (page 57), permettent en outre de mettre en évidence deux points importants : le premier porte sur les balbutiements de la démarche scientifique, le second sur le rapport des philosophes à la religion au temps de la Régence.
André-François Boureau-Deslandes, malgré de louables efforts, témoigne de son ignorance de ce qu’est l’électricité statique mais son récit reflète une authentique démarche scientifique (rassemblement de données, interrogation de témoins, formulation d’hypothèses) qu'il oppose à « la crédulité du peuple qui attache du merveilleux à tout ce qu’il n’entend point. »
Sans attaquer l’Eglise de manière frontale, il déplore l’explication qu’elle fournit alors pour justifier la chute de la foudre sur les clochers où l’on a sonné : « c’étoit un châtiment du ciel de ce qu’on avoit violé l’usage de la Discipline Eclesiastique qui deffend de sonner les cloches le vendredi saint. » Plus loin, il écrit : « Ceux qui ne sont point Philosophes surfont presque toûjours, et pour cacher leur ignorance, ils proposent des faits imaginaires, qu'il prevoyent bien qu'on ne pourra expliquer. »
Pendant plus d’un siècle, l’enquête conduite à Gouesnou est régulièrement citée dans les publications scientifiques. Le Journal des Sçavans, pour l’année 1724 estime important de reprendre le résumé qu’en a fait l’Académie dans son Histoire de l’Académie royale des Sciences pour l’année 1719. Le Dictionnaire des merveilles de la nature par M. A.S.J.D., paru en 1781, qualifie le tonnerre de 1718 d’extraordinaire, les Actes de la Société de médecine de Bruxelles pour l’année 1810 en rappellent le caractère édifiant, l’Abrégé chronologique de l’Histoire de France publié par Charles-Athanase Walckenaer en 1822 comme l’Instruction sur les paratonnerres dont le rapporteur est en 1823 Louis-Joseph Gay-Lussac y font une référence appuyée. Enfin, François Arago, au chapitre Tonnerre de ses Œuvres complètes parues en 1854, cite comme un « exemple frappant l'orage extraordinaire » de 1718.

## Autres versions avancées des années 1930 aux années 2010

### Origine liée au travail à l'arsenal de Brest
Le « tonnerre de Brest »  a souvent été associé au souvenir du canon qui rythmait les journées de travail à l’arsenal. Installée par Vauban à l’embouchure de la Penfeld au lieu-dit Parc-au-duc devant le château, à l’emplacement actuel de la résidence du préfet maritime de l'Atlantique - une batterie de canons protégeait la ville. Au début du XXe siècle, chaque matin et chaque soir, à une heure qui variait selon les saisons, un quartier-maître secondé de trois matelots faisait tonner dans le ciel brestois un canon de 14 modèle 1831 : c'était le signal de l’ouverture et de la fermeture des portes de l’arsenal, mais aussi un moyen commode de régler sa montre, voire de deviner le temps à venir en regardant la direction prise par l’épaisse fumée ! Le ministre de la Marine Maurice Bokanowski décida en 1924 de mettre un terme à cette tradition jugée inutilement coûteuse. La Marine nationale se dota d’une sirène et économisa ainsi 4500 francs par an.
La puissance du retentissement du canon aurait été à l'origine de l'expression. « Supprimer la pétoire, ne fut-ce pas, en quelque sorte, supprimer le tonnerre de Brest ?! » déclare un lecteur dans La Dépêche de Brest du 24 septembre 1926.
Selon Bruno Calvès, outre cette première mention en 1926, la première trace que l'on possède de l'hypothèse liant le tonnerre de Brest au travail à l'arsenal se trouve dans une conférence prononcée le 4 novembre 1938 devant le Cercle universitaire de Brest par Louis Delourmel, le bibliothécaire-archiviste de la Ville de Brest. Son tour d'horizon du passé brestois s'achève par l'évocation du« canon de Brest, celui-là même dont la légende a fait le tonnerre de Brest » rapporte La Dépêche de Brest du 7 novembre suivant. Le 29 novembre suivant, dans ce même journal, Louis Delourmel écrit : « Le canon - ceci est une opinion toute personnelle - fut je crois l'origine du fameux : Tonnerre de Brest ».
Si l'entourage de Hergé, père du Capitaine Haddock, semble confirmer cette thèse, les historiens ont généralement contesté cette version.

### Origine liée au bagne de Brest
« Tous sont prévenus par le son du canon qui déchire le ciel de Brest à chaque évasion, si fréquent qu’on a pu le qualifier de « tonnerre de Brest » ».
En 1764, le commandant de la Marine, de la ville et du port de Brest, le chef d'Escadre Aymar-Joseph de Roquefeuil indique à l’intendant de la Marine Hocquart qu’« il sera placé sur le rempart de Brest du côté du Valon qui avoisine le bagneun canon de 24 dont il sera tiré deux coups au moment de l’évasion d’un jusque à quatre forçats et trois coups pour un plus grand nombre d’évadés. » La soixantaine de tentatives d’évasions par an donne lieu à une chasse à l’homme à laquelle se livre la population, prévenue par le canon et encouragée par une jolie prime. Supprimé pour un temps, le canon est rétabli en l’an V, jusqu’à la fermeture du bagne en 1858.
Les historiens brestois ont longtemps privilégié l'hypothèse du bagne comme origine de l'expression « tonnerre de Brest ». Elle a prévalu jusqu'en 2019, sans qu'aucune preuve crédible ait pu être avancée par ses partisans.

### Origine liée au bagne et au château de Brest
Une version fantaisiste a été proposée dans un article de La Dépêche de Brest  en date du 14 juin 1935. Son auteur nous apprend que le guide du château de Brest montrait alors aux visiteurs « une grosse pièce que l'on tirait chaque fois qu'un détenu s'évadait du bagne. Ce canon s'appelait le  « Tonnerre de Brest ». Ne cherchez pas ailleurs l'origine de ce juron employé par les vieux marins »

### Origine liée à la navigation
Jadis, on tirait le canon quand une flotte ou un bâtiment prenait la mer : c'était le coup de partance. Les Brestois entendaient donc le « tonnerre de Brest » à cette occasion.

## Eléments confortant l'explication climatique
L'expression « tonnerre de Brest » n'a jamais eu qu'une seule origine jusqu'aux années précédant la Seconde Guerre mondiale. Des représentations amusantes, notamment diffusées par les cartes postales des premières années du XXe siècle, lient naturellement le « tonnerre de Brest » à l'orage : une sorte de dieu farceur du tonnerre, entouré d'une ribambelle de personnages hilares, tape fortement sur un tambour et fait pleuvoir des cordes sur des Brestois apeurés.
Durant la première moitié du XXe siècle, la presse bretonne associe systématiquement le « tonnerre de Brest » à l'orage, dans le droit fil du souvenir de l'événement climatique de 1718. Elle le fait notamment dans un article de La Dépêche de Brest du 20 février 1931 : « Il y a trois jours, le tonnerre de Brest s'est fait entendre. Si nous remontons assez loin dans l'histoire de la météorologie, nous trouvons cet orage, décrit par Arago, et qui fit grand bruit dans notre région. »
En bonne logique, le « tonnerre de Brest » se réfère au tonnerre, à l'orage, aux éclairs, au feu du ciel.

## Dans la littérature, les arts populaires et ailleurs
Emile de Lacombe semble être le premier romancier à avoir utilisé l’expression « tonnerre de Brest » dans Une apostasie, paru en 1835 : « Tonnerre de Brest ! qu'est-ce à dire, mesdames , qu'est-ce à dire ? s'exclama M. Durand »(page 34).
Paul Féval cite à plusieurs reprises l'expression « tonnerre de Brest » dans ses ouvrages : Le volontaire (1855), Madame Gil Blas (1856), Les habits noirs (1863), Le secret des habits noirs - Maman Léo (1890).
Saint-Pol Roux achève dans La Dépêche de Brest du 19 mai 1913 un article consacré à l'Exposition de l'Ouest de la France par ces mots : « Il nous les rendra peut-être un beau jour - Tonnerre de Brest ! »
Claude Farrère, dans son conte L'invraisemblable ratière paru dans L'Ouest-Eclair le 20 octobre 1907 écrit : « Cette fois, il jura comme au temps de feu Jean Bart : - Tonnerre de Brest ! Ce n'est pas possible ! »
L'expression figure dans Les Onze Mille Verges de Guillaume Apollinaire, dans la bouche du cocher de fiacre 3269 à la fin du chapitre 2.
« Pourquoi : Tonnerre de Brest ? » s’interroge Marcel Proust dans Sodome et Gomorrhe.
Georges Simenon soumet en 1928 le manuscrit de Tonnerre de Brest à l'éditeur Gallimard qui le refuse.
Georges Brassens, dans sa truculente chanson L’orage, reprise plus tard par Joe Dassin, rapporte que  « Par un soir de novembre, à cheval sur les toits, Un vrai tonnerre de Brest, avec ses cris de putois, Allumait ses feux d’artifice… »
L'expression figure dans le refrain de la chanson Brest de Christophe Miossec.
Le'« tonnerre de Brest » est le titre de nombreuses cartes postales éditées au début du XXe siècle (tempêtes et coups de canon,,,,,,,,)
L'artiste brestois Pierre Péron a réalisé en 1950 un film de marionnettes intitulé Tonnerre de Brest.
Le « Tonnerre de Brest » est le nom porté par un train blindé à l'époque de la Première Guerre mondiale
La Ville de Brest a décidé en 2012, à l’occasion des vingt ans de ses fêtes maritimes, de rebaptiser l’événement « Tonnerre de Brest ». Des démêlés juridiques l'ont privée de cette possibilité pour les fêtes suivantes.
L'équipe de football américain de Brest l'a adopté comme nom de club.

## «Mille millions de mille sabords de tonnerre de Brest»... avant Tintin
Les recherches effectuées par Bruno Calvès ont permis d'établir que le capitaine Haddock n'était pas le premier à avoir employé les jurons qui ont fait sa notoriété dans la littérature populaire.
Le quotidien L'Intransigeant publie à sa une le 9 décembre 1882 un article qui commence ainsi : « Ordre de l'amiral Jauréguiberry, ministre de la marine : Les bureaux du ministère de la marine et des colonies doivent être fermés à cinq heures, mille millions de sabord ! A la même heure, les feux doivent être éteints dans les susdits bureaux, tonnerre de Brest ! tonnerre de Bordeaux ! tonnerre de tous les pays ! Et après quatre heures de l'après-midi, aucune personne étrangère ne pourra pénétrer dans le ministère, vingt-cinq mille millions de gargousses. »
Le quotidien La Dépêche de Brest publie le 9 juillet 1909 dans sa rubrique Propos maritimes les lignes suivantes : « Pour ma part, je n'ouvre la bouche que pour lancer toutes les 5 minutes un "mille sabords" de franche allure ou un "tonnerre de Brest !" des mieux senti. »
L'inspiration d'Hergé viendrait d'un ami de son frère militaire Paul, un colonel de cavalerie nommé Marcel Stal, ainsi que le rapporte le spécialiste de Tintin, Michael Farr. Quoi qu'il en soit, Hergé n'a fait que reprendre à son compte des expressions populaires largement répandues depuis la fin du XIXe siècle dans la langue française.